# Victoria 3
Victoria 3 es un videojuego de estrategia de la saga Victoria publicado el 25 de octubre de 2022 por Paradox Interactive, siendo una secuela del juego de 2010 Victoria II. Se anunció el 21 de mayo de 2021 en la convención de Paradox Interactive 2021, PDXCON: Remixed.

## Jugabilidad
Victoria 3, al igual que sus precuelas, abarca la historia mundial desde 1836 hasta 1936 y le permite al jugador controlar uno de los más de 100 países en ese período de tiempo.
El juego se centra en la política y la demografía, y en atraer y apaciguar a grupos de población ("pop"), grandes bloques de personas con intereses compartidos. Los Pops poseen una variedad de intereses con diferentes ideologías con las que trata el jugador.
Otro sistema que se está agregando es el nuevo sistema de 'Juegos Diplomáticos'; un sistema que inspira en gran medida de los sistemas de crisis de Victoria II. Al intentar obligar a otros países a ceder tierras o abrir mercados, los jugadores presentarán al país objetivo una demanda que detalla lo que desean, lo que dará como resultado que el país objetivo tenga la oportunidad de exigir concesiones al agresor. Después de este intercambio de demandas, un temporizador comenzará la cuenta regresiva ya que ambos lados tienen la oportunidad de movilizar tropas y atraer aliados potenciales ofreciendo botines. Si no se llega a una resolución diplomática antes de que acabe el tiempo, se declarará la guerra. El diseñador Mikael Andersson explicó que este sistema fue diseñado con la intención de restar importancia al papel de la guerra al hacer que la diplomacia sea igualmente capaz.

## Desarrollo
En el período previo al anuncio del juego, Victoria 3 fue vista como un 'meme' por la base de fanáticos de Paradox debido a que los jugadores preguntaban constantemente al respecto, solo para ser ignorados, y muchos bromeaban diciendo que nunca se vería un lanzamiento.
Martin "Wiz" Anward es el actual director de desarrollo del juego.